# یواس‌اس فورد (ام‌اچ‌سی-۵۹)
یواس‌اس فورد (ام‌اچ‌سی-۵۹) (به انگلیسی: USS Falcon (MHC-59)) یک کشتی است که طول آن 188′ (57.3 m) می‌باشد. این کشتی در سال ۱۹۹۵ ساخته شد.